# 圓剛科技
圓剛科技股份有限公司(AVerMedia Technologies, Inc.) 成立於1990年1月17日是一家專注於影像擷取、遊戲實況直播、視訊會議設備的主要供應商之一，以「AVerMedia」品牌行銷於全球，總部位於台灣新北市中和區。圓剛是台灣證券交易所上市公司(臺證所：2417) ，是全球遊戲直播產品市場中重要的直播設備供應商之一。
旗下產品曾獲得包括德國iF與紅點產品設計獎和多項台灣精品獎與金質獎等多個獎項。

## 歷史
圓剛科技在股票上市前的發展過程中，經歷了多個重要階段。自1990年成立以來，圓剛科技就專注於數位影像技術的研發，並且其電視卡在電腦消費市場逐漸取得領導地位創新的產品和對市場需求的敏銳洞察上。
1990年1月17日，郭重松先生結合一群沒有任何家世背景的年輕人，本著對技術的狂熱與推展MIT(Made in Taiwan)自有品牌的熱情，創立了圓剛科技致力於數位影像技術的鑽研並以AVerMedia品牌行銷產品於全球。
2000-2010 圓剛靠外接電視卡、USB電視棒打響知名度。靠著用電腦看電視營收逐步成長，在2010年達到業績高峰逾58億。當時大學生住宿沒電視，要用電腦看第四台，就要買外接電視卡。後來電腦大廠看準市場需求，要內建電視模組，圓剛切入成為大廠供應商，客戶包括戴爾、東芝、聯想、富士通、宏碁、華碩，做到市佔第一，每10台電腦，就有1台內建圓剛的電視模組。
2011-2019 受智慧手機與網路電視影響，圓剛業績大幅下降，企業面臨轉型，產品由電視卡轉型為遊戲擷取產品，逐步發展串流直播應用 。
2020 業績慘淡十年，持續在影像處理蹲馬步積極轉型多角化產品，搭上防疫宅經濟，市場需求爆發，終於轉虧為盈營收衝破70億並創歷史新高。當年美國新冠肺炎疫情嚴峻，居家上班和線上教學成風氣。原本圓剛的網路攝影機，主攻電競玩家市場，只在亞馬遜上架，但遠端教學上班市場需求爆發之下，3C通路Best Buy和連鎖零售好市多主動找上門，打開市場能見度，大幅挹注營收。

## 紀事
1990年1月 創立圓剛科技股份有限公司
1991年12月 成立美國子公司於加州
1996年4月 通過ISO 9002質量管理系統認證
1997年4月 通過ISO 9001：1994質量管理系統認證
1997年5月 圓剛科技股票於1997年5月5日上櫃
1998年5月 成立英國子公司於Milton Keynes
2000年1月 成立德國子公司於法蘭克福
2000年6月 成立大陸子公司於昆山
2000年7月 成立西班牙子公司於馬德裡
2000年9月 圓剛科技股票於2000年9月11日上市 (股票代號:2417)
2002年9月 通過ISO 9001：2000版質量管理系統轉證
2011年4月獲頒行政院第21屆國家品質獎企業獎。

## 獲獎紀錄
2023年5月: GC575全球首款HDMI 2.1實況擷取卡，獲2023年COMPUTEX Best Choice Award。
2024年5月: 自行研發「直播大師Streaming Center」軟體，獲2024年COMPUTEX Best Choice Award。

## 外部連結
- 圓剛科技 （页面存档备份，存于）

1. ↑  . 天下雜誌. 2021-08-22  [2024-06-05]. （原始内容存档于2022-06-18）.